# イサー・ウェン=アー
イサー・ウェン=アー（ITHA WEN Ua）は山本ひかりが制作したファンタジーテーブルトークRPG（TRPG）。1991年にトレジャーハウスからボックス版で発売された。

## 概要
オーソドックスな剣と魔法の中世ヨーロッパ風ファンタジー世界を扱ったTRPG。1990年代前半のインディーズTRPG出版ブームに発売された半同人的な作品の一つで、当時の大手商業作品にはない荒削りだが大胆な作風が特徴になっている。
商業誌によるサポートがほぼなく、インターネットも普及していない頃であったため、当時は店頭で製品を見て初めてこのゲームの存在を知ったという人も多く、現在ではレア度のかなり高いゲームである。最上級ルールにて完結が予定されていたが、刊行に至らなかった（ただし上級ルールブックあとがき内にて「基本・中級・上級の三部作が出揃ったところでこのシリーズを一段落させたい」とある。実際、最上級ルールが無い状態でもプレイには支障が無い）。
カンガルー型人間・氷人間・猫耳人間・犬頭人間など、オリジナリティあふれる種族が多彩なことが特徴で、ファンタズム・アドベンチャーに近い雰囲気があるとの指摘もある。特に猫耳人間ハーフマルマリイタはこのゲームマスコットキャラクターとして様々な場面でイラスト化されている。
ボックスアートは独特の色使いが使われた幻想的なタッチのもので、インディーズならではのインパクトが強いものであった。意図的にネガポジ反転された状態で印刷されており、画像編集ソフトウェアで再度ネガポジ反転処理をすると本来の色遣いが現れる仕掛けとなっている。

## 作品一覧
- イサー・ウェン=アー　基本ルールセット （Lv1～5ルールブック、キャラクターシート、データチャート）
- イサー・ウェン=アー　中級ルールセット （Lv6～16ルールブック、魔法・精霊の書、マスタースクリーン、サンプルシナリオ2編）
- イサー・ウェン=アー　上級ルールセット （Lv17～34ルールブック、魔法・精霊の書、種族サプリメント、新キャラクターシート）
- イサー・ウェン=アー　馬上の亡霊　（シナリオ集）
- イサー・ウェン=アー　ショートシナリオ集